# Железнение
Железнение (Осталивание) — процесс электролитического осаждения железа из водных растворов его закисных солей. Железо осаждают на катоде; анодом служат прутки или полосы малоуглеродистой стали.
Железнение бетона (не относится к осаждению железа на бетон либо каким способом добавления железа) — обработка бетонной поверхности с целью повышения её прочности, улучшения гидроизоляционных свойств и препятствование трещин на бетоне при высыхании.
Электролитически осаждённое железо отличается высокой химической чистотой, благодаря чему его коррозионная стойкость выше, чем у малоуглеродистой стали.
По структуре состоит из вытянутых по направлению к покрываемой поверхности зёрен.

## Свойства осаждённого железа
Предел прочности 350—450 Мпа, относительное удлинение 5—10 %, твердость НВ 100—240 (в зависимости от состава электролита и условий электролиза).
 
По другим данным, электролитическое железо по качеству приближается к малоуглеродистой стали с содержанием углерода 0,0З—0,06%; могут быть получены электролитические осадки железа, по своим физико-механическим свойствам не уступающие закалённой стали (именно поэтому процесс электролитического покрытия сталей железом называют осталиванием). И таким образо можно получить стальное покрытие микротвердостью 550—650 кГ/кв.мм НВ 50—56) — без последующей термообработки.

### Дальнейшая обработка
Если необходимо получить покрытие с более высокой твёрдостью, его подвергают цементации с последующей закалкой и отпуском — или же хромированию.

## Применение
Применяется как средство наращивания металла на изношенную поверхность стальных и чугунных деталей при восстановлении их размеров.
Железнение является весьма эффективным способом восстановления деталей; компоненты электролитов недефицитны, скорость наращивания слоя высокая, толщина слоя может достигать 8 мм. Если необходима более высокая твердость, например при восстановлении цементованных изделий, то прибегают к хромированию или цементации покрытия. Для получения износостойких покрытий с повышенными механическими свойствами и улучшенной структурой железнение проводят в электролитах, содержащих марганец или никель.